# Montbazens
Montbazens (okcitansko Montbasens) je naselje in občina v južnem francoskem departmaju Aveyron regije Jug-Pireneji. Leta 2011 je naselje imelo 1.412 prebivalcev.

## Geografija
Kraj leži v pokrajini Rouergue 26 km severovzhodno od Villefranche-de-Rouerguea.

## Uprava
Montbazens je sedež istoimenskega kantona, v katerega so poleg njegove vključene še občine Brandonnet, Compolibat, Drulhe, Galgan, Lanuéjouls, Lugan, Maleville, Peyrusse-le-Roc, Privezac, Roussennac, Valzergues in Vaureilles s 6.688 prebivalci.
Kanton Montbazens je sestavni del okrožja Villefranche-de-Rouergue.